# POSIX-Subsystem
Das POSIX-Subsystem ist neben dem Win32- und OS/2-Subsystem eines von drei Subsystemen, die in Windows NT bereitgestellt wurden. Es unterstützt POSIX-kompatible Programme und wird durch die Dienstdatei psxss.exe repräsentiert.
Windows NT implementierte das POSIX-Subsystem hauptsächlich, um Aufträge der US-Regierung zu erhalten, da diese im Federal Information Processing Standard 151-2 POSIX-Kompatibilität forderten. Implementiert wird dabei nur die erste Version von POSIX.1 – dadurch ergeben sich eine Reihe von Einschränkungen, so sind POSIX-Programme unter Windows NT etwa weder netzwerk- noch grafikfähig.
Obwohl es seit seiner ursprünglichen Implementierung 1993 nie aktualisiert wurde, war das POSIX-Subsystem noch bis Windows 2000 erhalten und wurde erst mit Windows XP bzw. Windows Server 2003 entfernt. Als Ersatz entwickelte Microsoft die Microsoft Windows Services for UNIX.